# واربورتون، گریتر منچستر
واربورتون (به انگلیسی: Warburton) یک روستا و محله مدنی در بریتانیا است که در ترافورد واقع شده‌است. واربورتون ۲۸۶ نفر جمعیت دارد.